# Психосемантика
Психосемантика (від дав.-гр. ψυχή — душа, дав.-гр. σημαντικός— той, що позначає) — галузь психологічної науки, яка досліджує походження, будову, формування і функціонування індивідуальної системи значень, що опосередковує в діяльності людини всі інтелектуальні процеси (сприймання, пам'ять, мислення, вибір мети, прийняття рішення). 

## Зміст та категоріальний апарат науки
Психосемантика досліджує різні форми існування значень в індивідуальній свідомості (поняття, образи, символи, символічні дії), аналізує вплив мотиваційних факторів і емоційних станів суб'єкта на систему, що формується в нього. Психосемантика вивчає як загальнопсихологічні, так і диференційно-психологічні аспекти процесу категоризації.  
Експериментальна психосемантика використовує методологію побудови суб'єктивних семантичних просторів як операційних моделей категоріальних структур індивідуальної та суспільної свідомості. 
Гносеологічно психосемантика стоїть на позиціях конструктивізму, тобто розглядає психічне віддзеркалення як моделювання, що включає в образ світу ціннісні компоненти та вважає можливим існування множинності моделей світу. Відповідно, психосемантика спирається на принцип полімодальності та багатоальтернативності розвитку індивіда або групи, і це лежить в основі якісної суб’єктивної реконструкції життєвого простору особистості. 
Основним методом репрезентації образу світу суб'єкта у психосемантичних дослідженнях виступає побудова суб'єктивних семантичних просторів. Для цього експериментальна психосемантика володіє рядом методів та методик непрямого аналізу проявів, так званих «діяльнісного опосередкування», що обумовлено неможливістю прямого доступу до сфери образів світу людини. 
Специфіка психосемантики як методології полягає в аналізі категоріальних структур свідомості, реконструкції системи значень, що опосередковують усвідомлення світу суб'єктом, досліджуються, як зазначав В.Ф. Петренко, в «режимі їх вжитку». Суб'єкт класифікує, оцінює, узагальнює інформацію про схожість та відмінність об'єктів і т.д. Подальше застосування багатовимірної статистики (факторного, кластерного аналізу, багатовимірного шкалування, частотного аналізу) дозволяє виявити структури, що лежать в основі матриці даних. Інтерпретація виділених структур здійснюється через пошук смислового інваріанта пунктів, що входять у фактор або кластер, а також через аналіз змісту об'єктів, найбільш полярних за виділеними факторами. Для формулювання гіпотези про зміст факторів можна використати метод експертних висновків. Для легшої інтерпретації в початковий набір вводяться еталонні об'єкти. Таким чином психосемантика реалізує принцип операціональної аналогії між параметрами семантичного простору і категоріальною структурою свідомості. 
Розмірність простору (кількість незалежних факторів) відповідає когнітивній складності свідомості суб’єкта у певній змістовній сфері. Навчання та розвиток особистості призводить до збільшення розміреності свідомості, появі нових змістовних факторів. Картина світу суб'єкта, таким чином, розкривається через становлення самого суб'єкта, в широкому контексті смислоутворення його буття, і проявляє його попередній досвід та наявний стан. Психосемантичний підхід характеризується як об'єктивний емпіричний напрямок щодо розкриття семантичного простору буття людини, тобто різних аспектів її особистого досвіду. 
Експериментальна парадигма психосемантики вийшла з праць щодо побудови семантичних просторів Ч. Осгуда (метод семантичного диференціала) та теорії особистісних конструктів Дж. Келлі (метод репертуарних ґраток) і включає використання апарату багатовимірної статистики для виділення категоріальних структур свідомості суб'єкта. На пострадянських теренах психосемантика базується на положеннях про соціокультурну зумовленість вищих психічних функцій та знаковий характер свідомості, про зв’язок мови і свідомості (Л.С. Виготський, О.М. Леонтьєв, О.Р. Лурія, О.О. Потебня); про застосування суб’єктного підходу до вивчення психічних явищ (С.Л. Рубінштейн, К.О. Абульханова-Славська, Б.Г. Ананьєв, А.В. Брушлинський, Г.С. Костюк); про ціннісно-смислову будову свідомості (Б.С. Братусь, Д.О. Леонтьєв). 
Об'єктом вивчення психосемантики є форми існування значень в індивідуальній свідомості людини, зокрема образи, символи, знакові і вербальні форми.

## Завдання психосемантики
Завданням психосемантики є вивчення загальнопсихологічних і специфічних аспектів процесу утворення категорій у свідомості людини.

## Зв'язок з іншими науками
1. Психологічні галузі
  - експериментальна психологія
  - загальна психологія
    - психологія свідомості
    - психологія сприйняття

  - психолінгвістика
2. Лінгвістичні науки (Мовознавство)
  - Семіотика
  - Семантика
3. Інші науки

## Методи психосемантики
Основним методом експериментальної психосемантики, тобто репрезентації картини світу суб'єкта в психосемантичних дослідженнях виступає побудова суб'єктивних семантичних просторів — своєрідне моделювання категоріальних структур індивідуальної свідомості. Для цього експериментальна психосемантика має в арсеналі багато методів та методик дослідження, які, на думку Т.Є. Косаревської, можуть забезпечити дослідження та опис різних рівнів психіки – від когнітивного до глибинного. 
Серед поширених методів психосемантичного дослідження називають: 
- метод суб'єктивних градацій
- метод семантичного диференціала
- метод репертуарних ґраток (Дж.Келлі)
- метод семантичного радикала
- дистрибутивно-трансформаційний метод
- асоціативний експеримент
- метод класифікацій Дж. Міллера
- методи непрямого опосередкованого дослідження, тощо[5]

В експериментальному дослідженні психосемантичні методи виступають як структуровані діагностичні прийоми, а при інтерпретації даних використовується багатовимірна статистика «для виділення категоріальних структур свідомості суб'єкта». Ці методи широко використовуються сучасними вітчизняними дослідниками і представлені в працях  В.Ф. Петренка, О.Г. Шмельова, О.Ю. Артем’євої.  
Серед переваг психосемантичних дослідницьких процедур О.М. Назарчук визначає можливість вивчення специфіки категоризації особистістю власного досвіду; звужуючи життєвий простір особистості (опредмечуючи) з загального до конкретного, задаючи спосіб мислення про себе, оточуючих та навколишню реальність. 
Проте на практиці психосемантичні методи рідко використовуються ізольовано – вони поєднуються з наративом, особистісними опитувальниками, самостійно створеними анкетами, проективними методиками, тощо. 